# Santibáñez de Valcorba
Santibáñez de Valcorba è un comune spagnolo di 197 abitanti situato nella comunità autonoma di Castiglia e León.